# Flyvende
Flyvende er det fjerde album fra det danske band De Danske Hyrder.
Albummet er udgivet d. 1 februar, 2019 og indeholder i alt 9 sange.

## Trackliste[1]
1. En Dag Der Elsker Alle DDH
2. Svigermors Drøm
3. Gider Ikk'
4. Fuld Fjæs
5. Bs Sang
6. Tættere På
7. Holder Vejret
8. Sig Det Til Mig
9. Flyvende